# Barnwell County
Barnwell County ist ein County im Bundesstaat South Carolina der Vereinigten Staaten. Das U.S. Census Bureau hat bei der Volkszählung 2020 eine Einwohnerzahl von 20.589 ermittelt. Der Verwaltungssitz (County Seat) ist Barnwell.

## Geographie
Das County liegt im Südwesten von South Carolina, grenzt an Georgia und hat eine Fläche von 1443 Quadratkilometern, wovon 23 Quadratkilometer Wasserfläche sind. Es grenzt im Uhrzeigersinn an folgende Countys: Aiken County, Bamberg County, Orangeburg County, Allendale County und Burke County (Georgia).

## Geschichte
Das County wurde am 12. März 1785 gebildet und trug zuerst den Namen Winton County. Im Jahr 1791 wurde es aufgelöst und am 1. Januar 1800 als Gerichtsbezirk mit dem heutigen Namen geschaffen. Am 16. April 1868 erhielt es wieder den Status eines eigenständigen Countys. Der Hintergrund der Benennung ist nicht vollständig geklärt: Der Name könnte auf John Barnwell zurückgehen, der während der Amerikanischen  Revolution als Offizier in der Miliz von South Carolina diente und Mitglied im Senat von South Carolina war. Andere mögliche Namenspatrone sind der Offizier und Senator Robert Barnwell sowie der Siedler und Milizenführer John Barnwell.
Sechs Bauwerke und Stätten des Countys sind im National Register of Historic Places (NRHP) eingetragen (Stand 26. Juli 2018).

## Demografische Daten

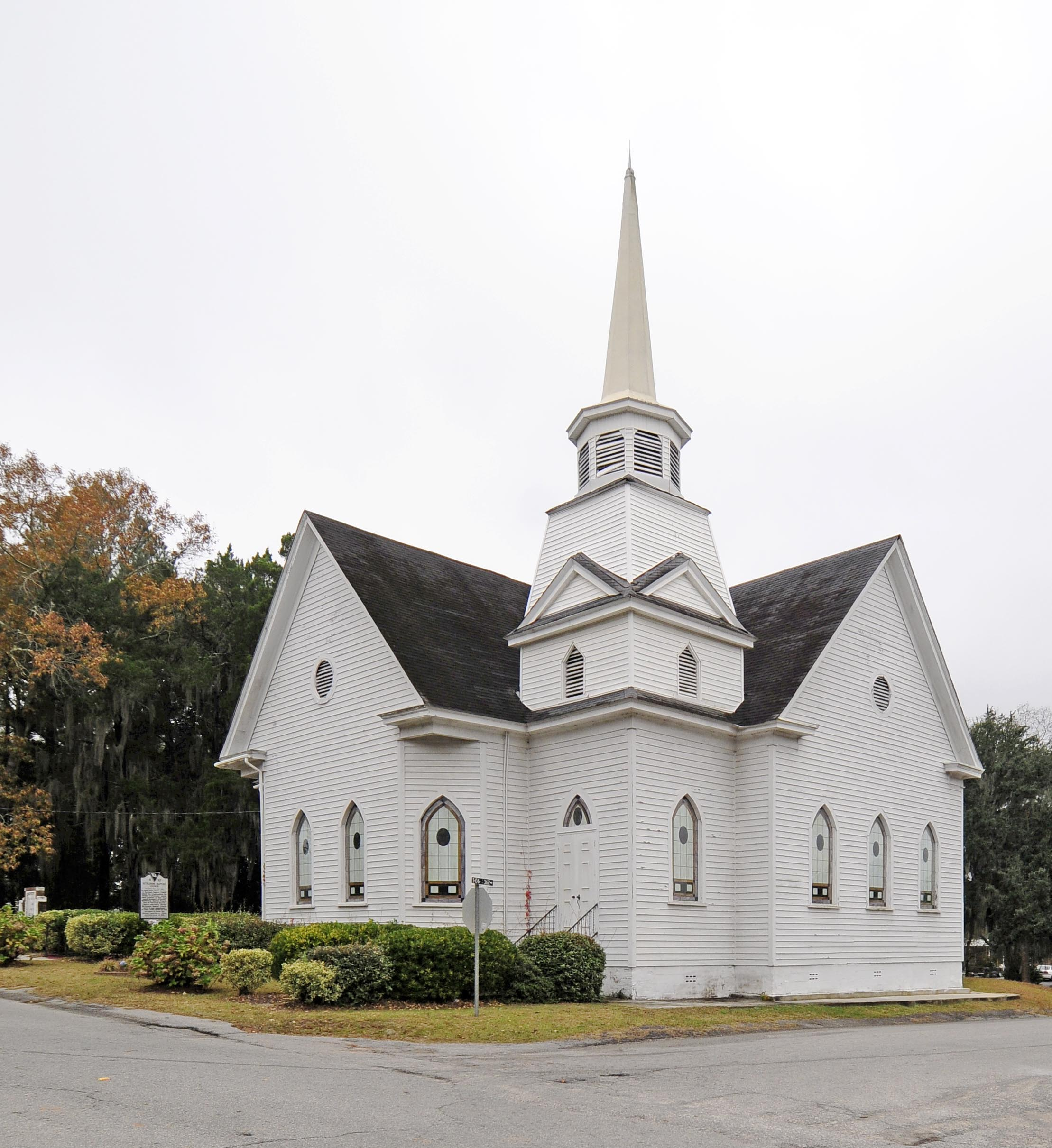
Die Bethlehem Baptist Church ist einer von sechs Einträgen des Countys im NRHP

Nach der Volkszählung im Jahr 2000 lebten im Barnwell County 23.478 Menschen in 9.021 Haushalten und 6.431 Familien. Die Bevölkerungsdichte betrug 17 Einwohner pro Quadratkilometer. Ethnisch betrachtet setzte sich die Bevölkerung zusammen aus 55,18 Prozent Weißen, 42,55 Prozent Afroamerikanern, 0,35 Prozent amerikanischen Ureinwohnern, 0,39 Prozent Asiaten, 0,03 Prozent Bewohnern aus dem pazifischen Inselraum und 0,78 Prozent aus anderen ethnischen Gruppen; 0,72 Prozent stammten von zwei oder mehr Ethnien ab. 1,39 Prozent der Bevölkerung waren spanischer oder lateinamerikanischer Abstammung.
Von den 9.021 Haushalten hatten 34,8 Prozent Kinder unter 18 Jahre, die bei ihnen lebten. 47,4 Prozent waren verheiratete, zusammenlebende Paare, 19,3 Prozent waren allein erziehende Mütter, 28,7 Prozent waren keine Familien, 25,6 Prozent waren Singlehaushalte und in 10,2 Prozent lebten Menschen mit 65 Jahren oder darüber. Die Durchschnittshaushaltsgröße betrug 2,57 und die durchschnittliche Familiengröße betrug 3,08 Personen.
28,1 Prozent der Bevölkerung war unter 18 Jahre alt. 8,7 Prozent zwischen 18 und 24, 27,9 Prozent zwischen 25 und 44, 22,6 Prozent zwischen 45 und 64 und 12,6 Prozent waren 65 Jahre alt oder älter. Das Durchschnittsalter betrug 36 Jahre. Auf 100 weibliche Personen kamen 92,7 männliche Personen und auf 100 Frauen im Alter von 18 Jahren und darüber kamen 86,5 Männer.
Das jährliche Durchschnittseinkommen eines Haushalts betrug 28.591 USD, das Durchschnittseinkommen einer Familie betrug 35.866 USD. Männer hatten ein Durchschnittseinkommen von 31.161 USD, Frauen 21.904 USD. Das Prokopfeinkommen betrug 15.870 USD. 17,9 Prozent der Familien und 20,9 Prozent der Bevölkerung lebten unterhalb der Armutsgrenze.

## Orte im Barnwell County
Im Barnwell County liegen sieben Gemeinden, davon eine City und sechs Towns.
City
- Barnwell

Towns
| - Blackville - Elko - Hilda | - Kline - Snelling - Williston |

Ghost Town
- Dunbarton